# ICC Austria
Die ICC Austria (International Chamber of Commerce Austria resp. Internationale Handelskammer in Österreich) ist das österreichische Nationalkomitee der Internationalen Handelskammer (International Chamber of Commerce, ICC) mit Zentrale in Paris.
ICC hat das Ziel den nachhaltigen (sozial, ethisch, Umwelt) freien Welthandel zu fördern und Unternehmen zu helfen, diese Ziele auch in der Praxis zu erreichen. Der Schwerpunkt liegt auf Unterstützung für kleine und mittlere Unternehmen, die rund 65 % der weltweiten Arbeitsplätze und ca. ein Drittel des globalen Handels abwickeln.
ICC Austria hilft Mitgliedern (Export-Import Unternehmen und Dienstleistern rund um Import/Export wie Banken, Rechtsanwälten, Transport- und Logistikunternehmen oder Versicherungen) bei juristischen Fragen bei Geschäften mit Auslandsbezug.
Kernthemen sind die Fokussierung und Beratung bei Import-Exportverträgen, zu Incoterms, Dokumentenakkreditiven, Bankgarantien, balancierten Musterverträgen, Streitvermeidung, Streitbeilegung (Schiedsgerichtsbarkeit, Mediation, Dispute Boards, Expertise, DOCDEX etc.), zu Vermeidung von Betrug im Außenhandel, Anti-Korruption, Produktpiraterie etc.
ICC konzentriert im Headquarters in Paris die politischen Lobbyingaktivitäten zum nachhaltigen freien Handel – unter anderem bei der UNO, OECD, WTO, WCO, ITU, ICANN, Pariser Klimaabkommen, G20, B20 etc. ICC Austria entsendet österreichische Experten in die diversen Arbeitsgruppen.

## Geschichte
Die österreichische Vertretung der 1919 begründeten Internationalen Handelskammer wurde 1921 errichtet und nahm – als einziger der Kriegsgegner der Gründerstaaten – an der ersten Konferenz der ICC in London teil. Von den 45 Ländern, die 1929 Mitglied waren, hatten nur 25 Landesgruppen gebildet, und bis heute gibt es nur 58 solche Landesorganisationen.
Nach dem Zweiten Weltkrieg konnte die Vertretung erst 1950 wiedererrichtet werden.

## Organisation und Mitgliedschaft
Die ICC Austria ist in Wien angesiedelt. Leiter ist Maximilian Burger-Scheidlin.
Die Mitgliedschaft ist freiwillig. Ihr gehören etwa 500 international aktive Industriebetriebe und Händler, rund 30 Banken, 90 Anwaltskanzleien sowie 20 Industrieverbände, Institutionen und Kammern als aktive Mitglieder an.

## Aufgaben
Die Aufgaben umfassen:
- Förderung des nachhaltigen weltweiten Handels
- Unterstützung ihrer Mitglieder bei internationalen Geschäften (Beratung bei Vertragsgestaltung oder Verhandlungsstrategien, Seminare zum Thema Import/Export)
- Hilfe in der Streitbeilegung (Beratung in der Schiedsgerichtsbarkeit und Prävention von Streitigkeiten, Mediation)
- Prävention von Wirtschaftskriminalität
- Gesicherte Finanzierung von Exporten und Importen (durch Bankgarantien, Akkreditive, Dokumenteninkassi)